# Yuya Saito
Pour les articles homonymes, voir Saito.
Pas d'image ? Cliquez ici

a Compétitions nationales et continentales officielles uniquement.

b Matchs officiels uniquement.
Dernière mise à jour le 20 septembre 2018.
Yuya Saito (斉藤祐也, Saito Yuya), né le 28 avril 1977 à Tokyo (Japon), est un joueur japonais de rugby à XV évoluant au poste de troisième ligne aile ou troisième ligne centre. 

## Carrière
Il joue entre 2003 et 2005 pour les Kobe Steel Kobelco Steelers dans la Top League japonaise, et pour l'équipe du Japon de rugby à XV de 2001 à 2004. 
Il a fait ses études à l'université Meiji.
Il jouait pour Suntory avant de partir jouer professionnel en France durant une saison avec l'US Colomiers.
Il a joué comme arrière (no 15) pour la première fois pour les Steelers contre Suntory dans un match disputé le 25 décembre 2004 et il a été très bon à ce poste également.

## Palmarès
- Sélectionné en équipe du Japon de rugby à XV à 14 reprises.
- 20 points inscrits
- 4 essais
- Participation à la coupe du monde : 2003 (1 match).